# Matt Finders
Matt Finders (Livermore (Californië), 12 februari 1960) is een Amerikaanse jazz-, pop-, r&b- en klassiek muzikant (trombone, piano, contrabas, tuba, eufonium). Als voormalig lid van The Tonight Show Band speelde hij met verschillende bigbands en in grote muzikale producties op Broadway. Hoewel Finders in veel genres heeft gewerkt, ligt zijn primaire focus op jazz. Hij werkt aan verschillende projecten in de omgeving van Los Angeles en heeft als clinicus en gastartiest naar verschillende scholen in het land gereisd.

## Biografie
Finders is geboren en opgegroeid in Livermore, California. Op 9-jarige leeftijd koos hij ervoor om trombone te gaan studeren, terwijl hij naar Fifth Street Elementary ging, omdat zijn broer er al een had. Hij speelde jazz op de East Avenue Middle School, speelde later in de Livermore High School Jazz Band en ging studeren aan de San José State University.
Finders heeft o.a. opgenomen met de big bands van Toshiko Akiyoshi, Bob Mintzer en Bill Warfield en was de trombonist met The Tonight Show Band, geleid door Kevin Eubanks. Hij heeft ook gespeeld met Natalie Cole, Harry Connick jr., Sting, Benny Goodmans Orchestra, Branford Marsalis, de Woody Herman Big Band en anderen. Hij sloot zich aan bij de bigband van Clark Terry, waar hij samen met Marsalis speelde. Hij speelde ook voor een aantal succesvolle Broadway musicals, waaronder Cats, 42nd Street, City of Angels, The Secret Garden en Starlight Express. Hij speelde ook op podia in heel New York, variërend van latin optredens tot bigband en disco. Hij was een frequente speler bij de populaire discoclub Red Parrot club en speelde met Benny Goodman op 7 oktober 1985 in The New York Marriott Marquis.
Finders woont momenteel in Livermore, Californië met zijn vrouw Terilyn Finders en twee dochters, Beth en Hannah. Hij leidt bands op middelbare scholen in het gebied en is de organisator en leider van JazzLabb, een zomerkamp van een week gewijd aan jazz in Livermore. Hij is de leider van The Mendenhall Middle School Jazz Band en de East Avenue Jazz Band. Veel van de melodieën die door de bands worden gespeeld, zijn de originelen van Finders. Momenteel speelt en neemt hij op met een octet, waar verschillende spelers hebben gespeeld, waaronder Chuck Findley, Brian Scanlon van de Big Phat Band en vele anderen.
Hij organiseert een lokale groep muzikanten om ongeveer elke maand te spelen in Retzlaff Vineyards in Livermore, Californië.

## Discografie

### Als sideman
- 1986: Wishing Peace (Toshiko Akiyoshi)
- 1987: Time Waits for No One (Loren Schoenberg)
- 1988: Yale Archives, Vol. 1-2: Live at Basin Street (Benny Goodman)
- 1988: Solid Ground (Loren Schoenberg)
- 1989: Electric Youth (Debbie Gibson)
- 1989: Gigi On The Beach
- 1990: Buck Clayton Swings The Village (Buck Clayton)
- 1991: Carnegie Hall Concert (Toshiko Akiyoshi)
- 1991: Secret Garden
- 1991: Art of the Big Band (Bob Mintzer)
- 1992: Youkali (Jim Hall)
- 1993: Fool For You
- 1993: Motion Poet (Peter Erskine)
- 1993: Shape I'm In (Joe Roccisano)
- 1994: Buckshot LeFonque (Buckshot LeFonque)
- 1994: Tribute to Curtis Mayfield
- 1994: City Never Sleeps (Bill Warfield Big Band)
- 1994: Madness (Tony MacAlpine)
- 1995: Some Cow Fonque (Buckshot LeFonque)
- 1997: Men In Black
- 1997: Blues for Schuur (Dianne Schuur)
- 1997: Art of Saxophone
- 1997: Very Best of Dianne Schuur (Dianne Schuur)
- 1998: Last Time I Was Here (Bryan Duncan)
- 1999: Out of This World
- 2001: Absolute Brass
- 2002: Let's Dance (Benny Goodman)
- 2003: Inverse Universe (Claudia Villela)
- 2003: All Across the City (Jim Hall)

## Composities
- The Dork
- B flat Jam Blues
- You Get What You Get
- Skump (Aardvark Soup)
- Spliff [13]